# Elaeagnus geniculata
Elaeagnus geniculata là một loài thực vật có hoa trong họ Elaeagnaceae. Loài này được D.Fang mô tả khoa học đầu tiên năm 2000.